# Francis Frederick Reh
Francis Frederick Reh (ur. 9 stycznia 1911 w Nowym Jorku, zm. 14 listopada 1994) – amerykański duchowny katolicki, biskup, rektor Kolegium Ameryki Płn. w Rzymie w latach 1964–1968.

## Życiorys
Przyszedł na świat w nowojorskiej dzielnicy Bronx. Do kapłaństwa przygotowywał się w seminarium duchownym w Yonkers i Kolegium Ameryki Płn. w Rzymie. 8 grudnia 1935 otrzymał święcenia kapłańskie. Kontynuował studia w Wiecznym Mieście, uzyskując kolejno licencjat z teologii i doktorat z prawa kanonicznego (z wynikiem summa cum laude) na Uniwersytecie Gregoriańskim. W roku 1939 powrócił do ojczyzny i został asystentem kanclerza archidiecezji nowojorskiej, a także wikariuszem parafii katedralnej. W latach 1941–1954 profesor teologii moralnej na swej alma mater w Yonkers. W tym okresie służył również w trybunale archidiecezjalnym i był wicekanclerzem. Lata 1954-1958 spędził w Rzymie jako wicerektor Papieskiego Kolegium Północnoamerykańskiego. Od 1958 rektor seminarium w Yonkers. W tym samym roku towarzyszył kardynałowi Spellmanowi w jego podróży na konklawe po śmierci Piusa XII.
4 czerwca 1962 otrzymał nominację na biskupa Charleston w Karolinie Południowej. Sakry udzielił mu kard. Spellman. Brał udział we wszystkich czterech sesjach soboru watykańskiego II. 5 września 1964 mianowany rektorem Papieskiego Kolegium Północnoamerykańskiego w Rzymie, którą to funkcję sprawował do roku 1968. Powrócił następnie do kraju by zostać ordynariuszem Saginaw w Michigan. Na przedwczesną emeryturę przeszedł 29 kwietnia 1980 roku.
Bp Reh wyświęcił na kapłanów wielu przyszłych amerykańskich biskupów, którzy w latach seminaryjnych kształcili się w Papieskim Kolegium Północnoamerykańskim. Jego podopiecznymi byli m.in. przyszły kardynał Donald Wuerl i arcybiskup John Myers.